# Одногнёздка обвёрнутая
Одногнёздка обвёрнутая, или Одногнёздка обёрнутая (лат. Aphragmus involucratus) — вид двудольных растений рода Одногнёздка (Aphragmus) семейства Капустные (Brassicaceae). Впервые описан немецко-российским ботаником Александром Андреевичем Бунге под названием Platypetalum involucratum Bungebasionym; перенесён Отто Ойгеном Шульцем в состав рода Aphragmus в 1924 году.

## Распространение и среда обитания
Известна из России (Республика Алтай, Республика Тыва) и запада Монголии (Гобийский Алтай).
Встречается по берегам ручьёв, у снегов в альпийском поясе и на мокрых склонах с мелкоземисто-щебнистыми почвами.

## Ботаническое описание
Многолетнее травянистое растение.
Стебель густо опушённый, высотой 1,5—2 см.
Листья гладкие, продолговато-обратнояйцевидной формы, бывают прикорневыми и стеблевыми.
Цветки мелкие, по 5—12 на растении, лилового цвета; лепестки широко-обратнояйцевидные.
Плод — голый продолговато-яйцевидный стручочек с перегородкой.

## Охранный статус
Считается редким видом. Одногнёздка обвёрнутая занесена в Красную книгу Республик Алтай и Тыва (Россия).